# آيفون 14 برو
يعتبر كل من آيفون 14 برو (بالإنجليزية: iPhone 14 Pro) وآيفون 14 برو ماكس (iPhone 14 Pro Max) هواتف ذكية من الفئة العليا التي تم تصميمها وتسويقها بواسطة شركة أبل. إنها هواتف آيفون الرائدة من الجيل السادس عشر، بعد آيفون 13 برو وآيفون 13 برو ماكس. تم الكشف عن الأجهزة جنبًا إلى جنب مع آيفون 14 وآيفون 14 بلس في حدث أبل في أبل بارك في كوبرتينو، كاليفورنيا في يوم 7 سبتمبر 2022، وسيتم توفيرها في 16 سبتمبر 2022.
يعتبر كل من آيفون 14 برو وآيفون 14 برو ماكس أول هواتف آيفون تمتلك نوعًا جديدًا من الشاشة المقطوعة تسمى "Dynamic Island"، وتعني الجزيرة الديناميكية أو المتحركة.

## تاريخ
وجدت في بعض الشائعات التي تم إصدارها قبل حدث "Far Out"، أن خليفة طرازات آيفون 13 برو بدأ في التطوير لاستخدام تقنية LTPO ‏ لـ Always-On Display، مما أدى إلى تحسين دقة الكاميرا الرئيسية من 12 ميجابكسل إلى 48 ميجابكسل، وإعادة التصميم من شاشة النوتش (التي تم تقديمها مع آيفون X في عام 2017 وحجمها الأضيق الذي تم تقديمه مع آيفون 13 وآيفون 13 برو في عام 2021) إلى النوع الجديد من شاشة العرض. تشتمل العديد من هياكل النماذج الأولية لشاشة العرض المقطوعة على حجم أضيق من الشق مثل آيفون 13، وشكل "i" وشكل القُرص.
تم الإعلان رسميًا عن آيفون 14 آيفون برو وآيفون 14 برو ماكس إلى جانب آيفون 14 وآيفون 14 بلس، أبل واتش سيريس 8، الجيل الثاني من أبل واتش إس إي، أبل واتش ألترا، والجيل الثاني من اير بودز برو والتحديث الجديد لـ آبل فتنس+ عبر حدث صحفي افتراضي تم تصويره وتسجيله في أبل بارك في كوبرتينو، كاليفورنيا في 7 سبتمبر 2022. بدأت الطلبات المسبقة في 9 سبتمبر الساعة 5:00 صباحًا بتوقيت المحيط الهادئ. يبدأ السعر من 999 دولارًا أمريكيًا لجهاز آيفون 14 برو و 1099 دولارًا أمريكيًا لجهاز آيفون 14 برو ماكس. يتوفر للإطلاق اعتبارًا من 16 سبتمبر لكل من آيفون 14 برو وآيفون 14 برو ماكس. يمكن لـ Dynamic Island أيضًا التوسع بشكل أكبر في شاشة آيفون 14 الأوسع. على سبيل المثال، تظهر إشعارات المكالمات الواردة في لافتة تمتد أفقيًا من المستشعرات، بينما تنخفض مؤشرات Face ID عموديًا من انقطاع المستشعر بدلاً من الظهور في منتصف الشاشة كما في الطرز السابقة.
يمكن أيضًا استغلال Dynamic Island لعرض تفاصيل إضافية؛ على سبيل المثال، يمكن أيضًا توسيع الأنشطة الجارية مثل اتجاهات الخرائط أو النتائج الرياضية عن طريق النقر مع الاستمرار على المنطقة.